# Eibach (Nürnberg)
Eibach (nürnbergisch: Aiwa bzw. Aiba) ist ein Stadtteil der kreisfreien Stadt Nürnberg (Statistischer Stadtteil 5 – Südwestliche Außenstadt).

## Geographie

### Lage
Eibach liegt im Südwesten Nürnbergs und wird im Norden vom Fürreuthweg und dem Wohngebiet am Schussleitenweg, im Osten von der Bahnstrecke Treuchtlingen–Nürnberg, im Süden vom Entengraben, einem kleinen Zufluss der Rednitz, und im Westen von der Rednitz begrenzt.
Nachbarorte sind (dem Uhrzeigersinn folgend und im Norden beginnend) die Stadtteile Röthenbach bei Schweinau, Maiach, Reichelsdorf, Koppenhof und Gerasmühle sowie die Stadt Stein.

### Forstweiher

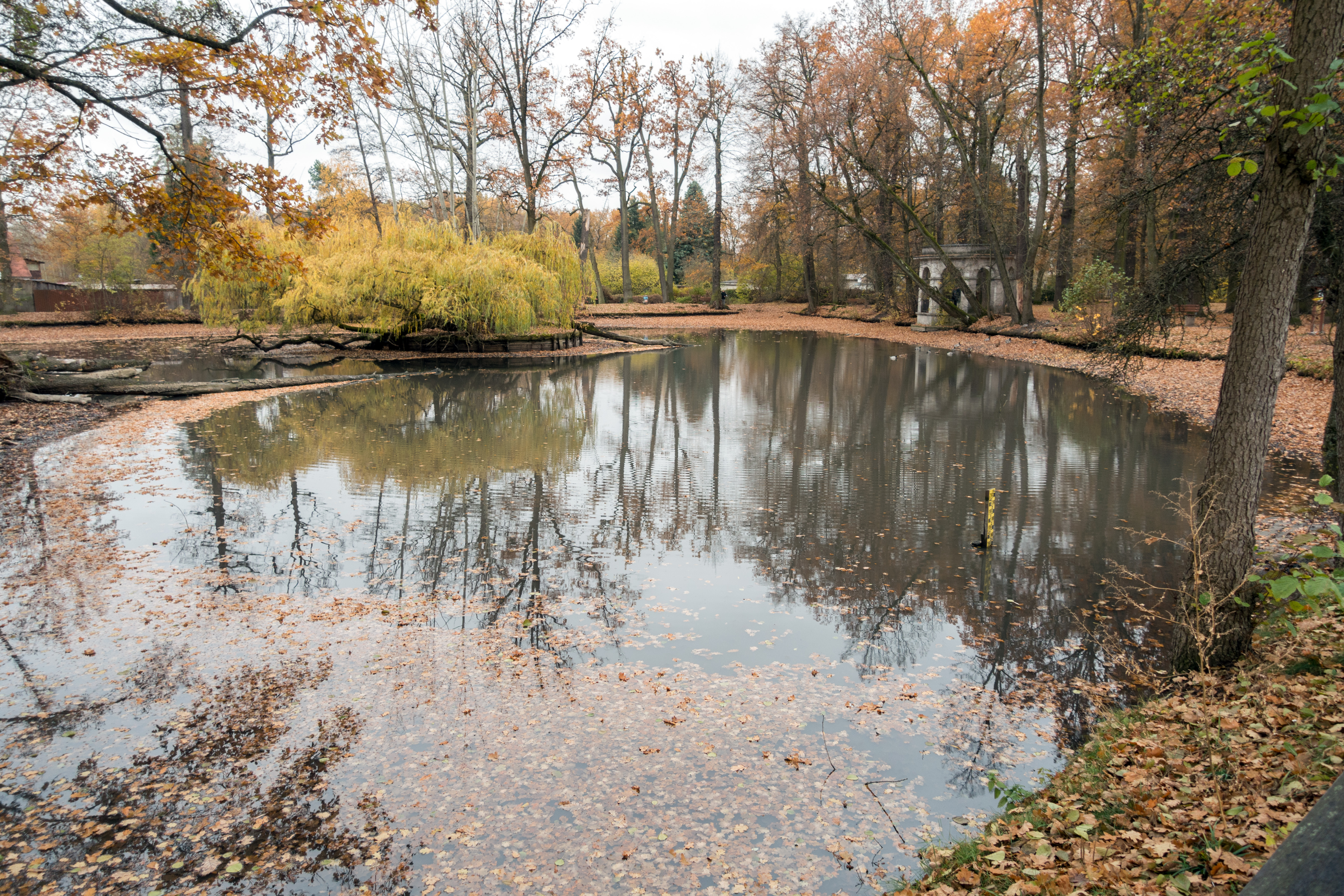
Abgelassener Forstweiher im Herbst 2021

Der „Forstweiher“, ein etwa 0,13 ha großes Stillgewässer. Der Weiher ist ein kleiner Stausee des Schwarzen Graben.

## Geschichte

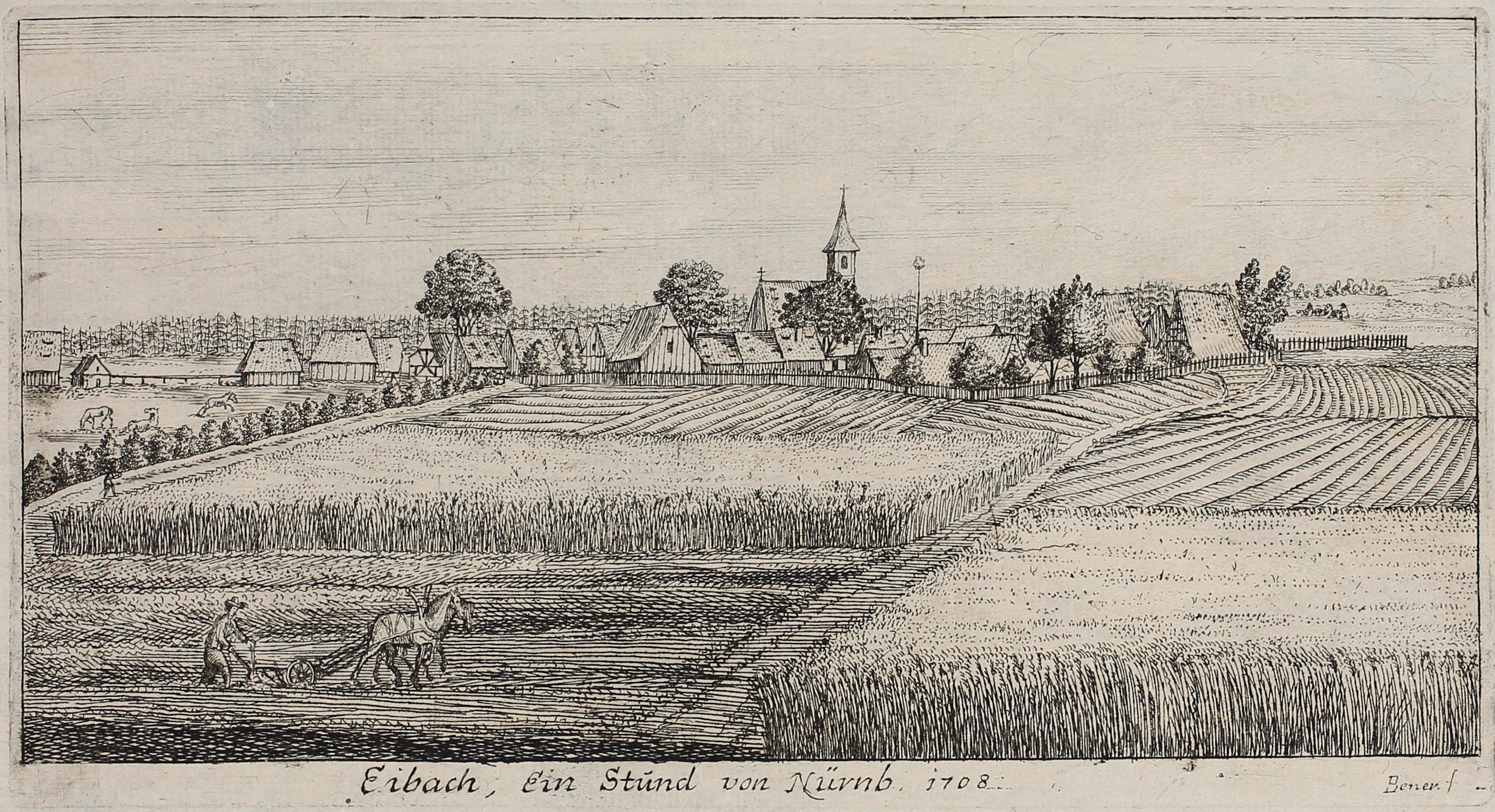
Eibach, 1708

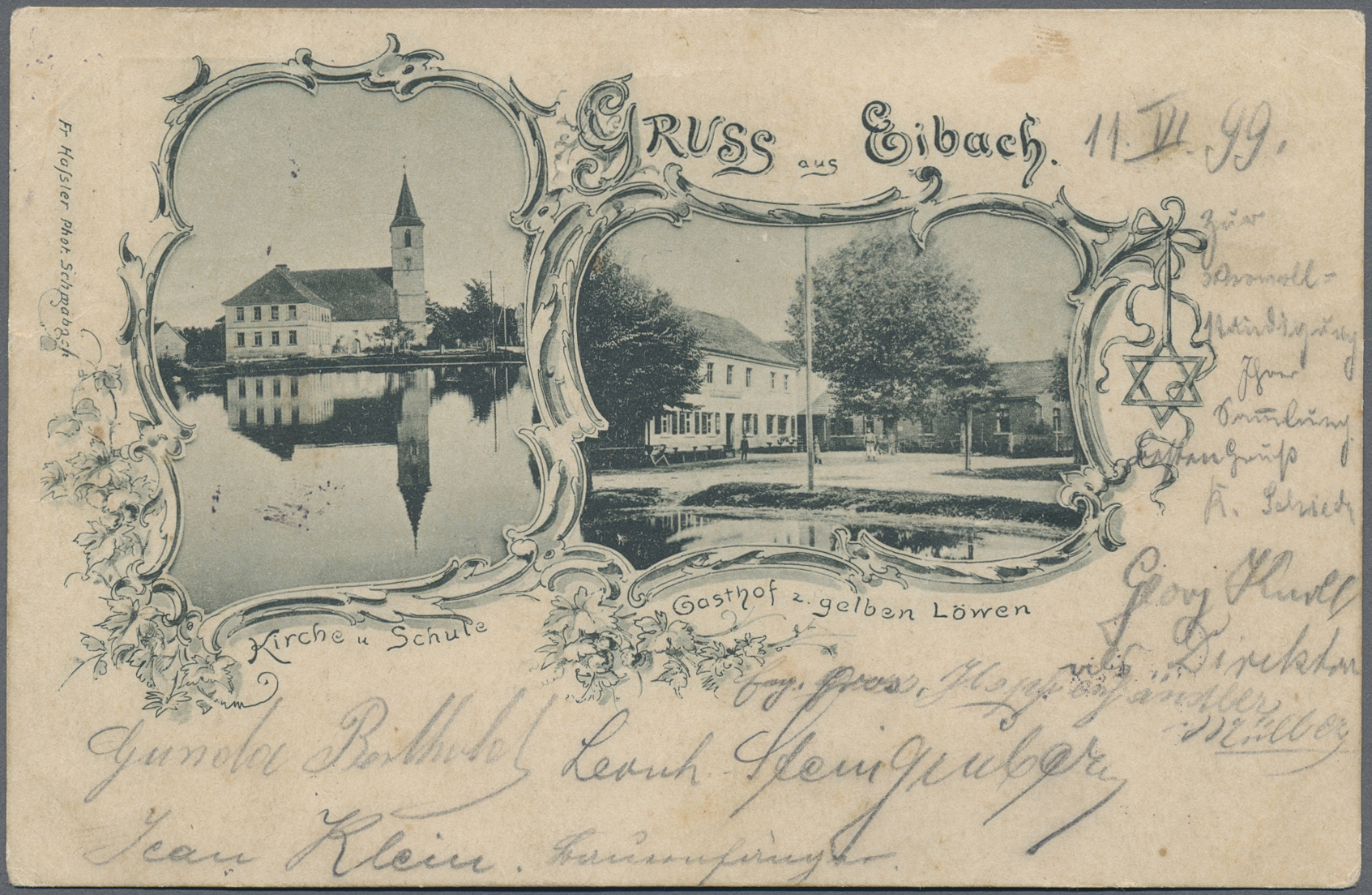
Postkarte „Gruß aus Eibach“, gelaufen 1899

Im 11./12. Jahrhundert entstanden im Reichswald um Nürnberg einige Forsthuben, darunter die von Eibach. 1264 wurde der Ort in einer Erbschaftsverzichtserklärung als „Ybach“ erstmals schriftlich erwähnt. Dem Ortsnamen liegt eine Stellenbezeichnung zugrunde: mhd. ībach für ‚(Gelände am) Eibenwald‘. Von 1285 existiert ein Eintrag in einem Acht- und Verbannungsbuch der Reichsstadt Nürnberg, der „Ybach“ nennt. Um 1300 gab es die Schreibweise „Eywach“; ein Seitz von Eywach wurde als Förster der Forsthube genannt. 1308 erwarb ein Konrad von Eibach das Nürnberger Bürgerrecht. Vor 1344 hatten Rüdlein von Eibach und seine Ehefrau Kathrein ihr Recht an der halben Forsthube dem Nürnberger Patrizier Konrad Waldstromer veräußert. Diesem bestätigte im selben Jahr Kaiser Ludwig seinen Neuerwerb sowie den Besitz der ganzen Forsthube von Reichelsdorf. Die andere Hälfte der Eibacher Forsthube gehörte damals dem Geschlecht derer von Motter, die neben der Erbförsterei auch das Patronatsrecht über die von ihnen 1343 mitsamt einer Frühmesse gestifteten kleinen Kirche innehatten. Diese war den beiden heiligen Jungfrauen Barbara und Katharina geweiht. 1373 wurde ein „Conrad Motter“ als Erbförster urkundlich bestätigt.
1600 wütete in Eibach die Pest. 1661 war das im Dreißigjährigen Krieg ziemlich zerstörte Eibach wieder aufgebaut, und 1659 tauchte erstmals mit Leonhard Rölck ein Eibacher Schulmeister auf. Später kamen evangelische Glaubensflüchtlinge aus dem habsburgischen Oberösterreich nach Eibach. Um 1760 bestand das Dorf aus rund 25 Bauernanwesen.
Gegen Ende des 18. Jahrhunderts bestand Eibach aus 33 Anwesen. Das Hochgericht übte das brandenburg-ansbachische Oberamt Schwabach aus, wurde aber von der Reichsstadt Nürnberg bestritten. Die Dorf- und Gemeindeherrschaft hatte das Landpflegamt Nürnberg. Grundherren waren
- das Kastenamt Schwabach: 2 Hintersassen;
- die Reichsstadt Nürnberg (Klarenamt: 5 Hintersassen;  das Waldamt Laurenzi: 22 Hintersassen, darunter ein Wirtshaus);
- Nürnberger Eigenherren (von Behaim: 1 Hintersasse; von Ebner: 1 Hintersasse; von Kress: 1 Hintersasse; von Peller: 1 Hintersasse).[6][7]

Von 1797 bis 1808 unterstand Eibach dem Justiz- und Kammeramt Schwabach. 1806 kam der Ort an das Königreich Bayern. Im Rahmen des Gemeindeedikts wurde 1808 der Steuerdistrikt Eibach gebildet. Zu diesem gehörten Hinterhof, Maiach, Röthenbach bei Schweinau und Weiherhaus. 1818 entstand die Ruralgemeinde Eibach mit den Orten Hinterhof und Maiach. Sie war in Verwaltung und Gerichtsbarkeit dem Landgericht Schwabach zugeordnet und in der Finanzverwaltung dem Rentamt Schwabach (1919 in Finanzamt Schwabach umbenannt). Ab 1862 gehörte Eibach zum Bezirksamt Schwabach. Die Gerichtsbarkeit blieb beim Landgericht Schwabach (1879 in Amtsgericht Schwabach umbenannt). 1904 hatte die Gemeinde eine Gebietsfläche von 3,251 km².
Am 15. Juni 1922 wurde die Gemeinde Eibach nach Nürnberg eingegliedert und kam so zum Amtsgericht Nürnberg und dem Finanzamt Nürnberg. Der letzte Bürgermeister war Hans Hauenstein.
Ab Juli 1949 wurde die Werkvolk-Siedlung nach Plänen von Fritz Leonhardt, dem bekannten „Baumeister in einer umwälzenden Zeit“, für Flüchtlinge aus Schlesien und dem Sudetenland errichtet.

### Einwohnerentwicklung
Gemeinde Eibach
| Jahr      | 1818   | 1840   | 1852   | 1855   | 1861   | 1867   | 1871   | 1875   | 1880   | 1885   | 1890   | 1895   | 1900  | 1905   | 1910   | 1919   |
| Einwohner |        | 482    | 503    | 543    | 596    | 614    | 666    | 735    | 741    | 736    | 757    | 852    | 1030  | 1335   | 2294   | 2739   |
| Häuser    | 37     | 64     |        |        |        |        | 87     |        |        | 99     | 102    |        | 108   |        |        |        |
| Quelle    | [ 13 ] | [ 14 ] | [ 15 ] | [ 15 ] | [ 16 ] | [ 17 ] | [ 18 ] | [ 19 ] | [ 20 ] | [ 21 ] | [ 22 ] | [ 15 ] | [ 9 ] | [ 15 ] | [ 23 ] | [ 15 ] |

Ort Eibach
| Jahr      | 001818 | 001840 | 001861 | 001871 | 001885 | 001900 | 001910 |
| Einwohner | 304    | 403    | 470    | 544    | 590    | 804    | 2049   |
| Häuser    | 37     | 52     |        |        | 77     | 85     |        |
| Quelle    | [ 13 ] | [ 14 ] | [ 16 ] | [ 18 ] | [ 21 ] | [ 9 ]  | [ 24 ] |

## Religion

### Pfarrkirche St. Johannes Baptist

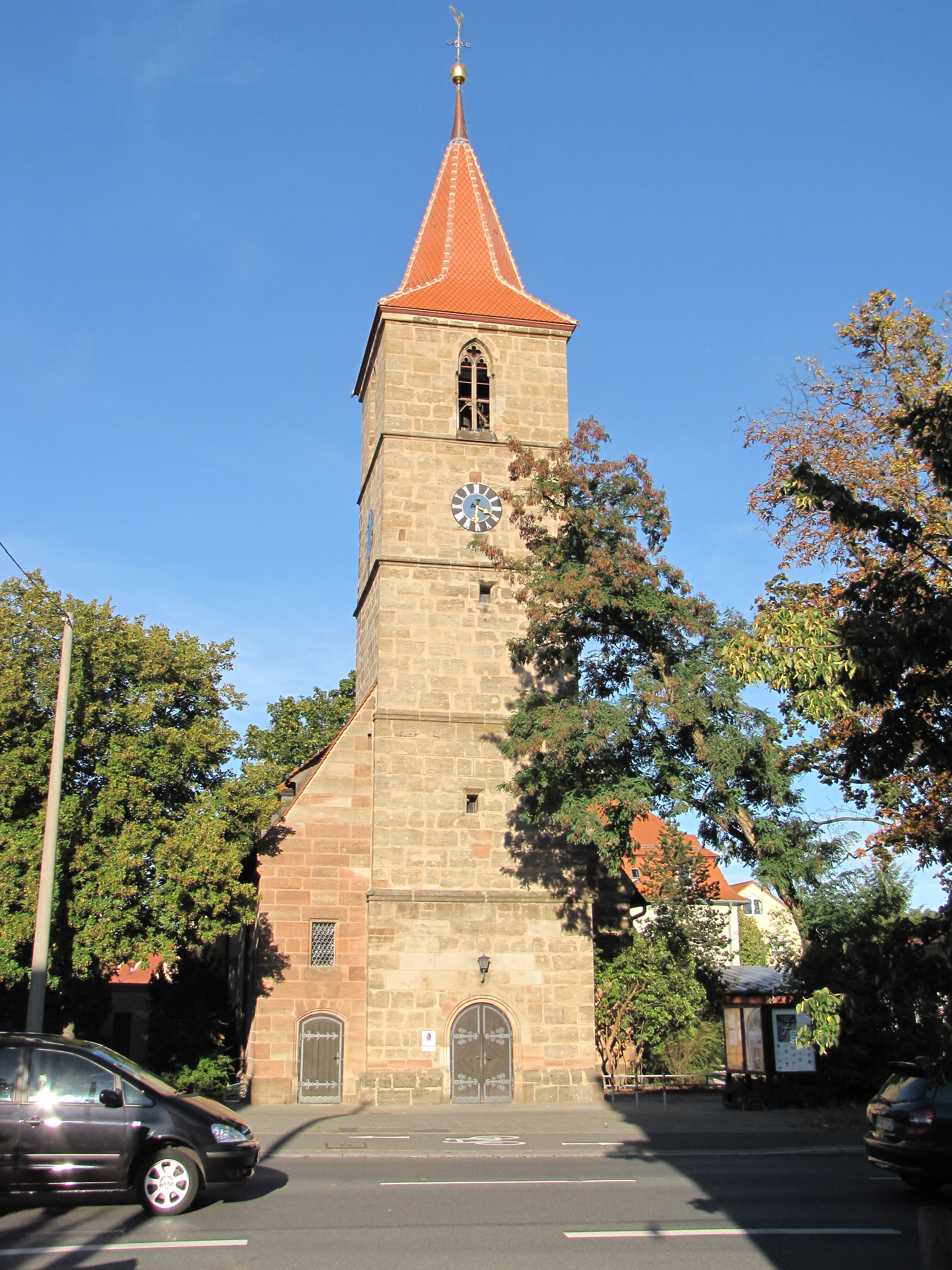
St.-Johannes-Baptist-Kirche

Die evangelische Kirche St. Johannes Baptist aus fränkischem Sandstein befindet sich an der Eibacher Hauptstraße und wurde 1343 erbaut. Das Kirchenschiff stammt aus dem 18. Jahrhundert. Mittelalterliche Wandmalereien des 15. Jahrhunderts wurden 1948 im gotischen Chorraum freigelegt und teilweise ergänzt. Die Kirche war ursprünglich eine Filiale von Katzwang und wurde erst 1447 ein eigener Pfarrsprengel. Bald nach 1528 wurde die Reformation eingeführt und als Kirchenpatron Johannes der Täufer gewählt.
Ab 1933 kennzeichnete ein Kirchenstreit zwischen der Bekennenden Kirche und den Deutschen Christen das protestantische Leben Eibachs, der 1945 zu Gunsten der Bekenntnis-Christen endete. Ende 2006 wurde neben der St.-Johannes-Kirche das neue Gemeindezentrum eingeweiht und 2007 das Begegnungszentrum der evangelischen Familienarbeit renoviert und Jugendhaus benannt.

### Pfarrkirche St. Walburga

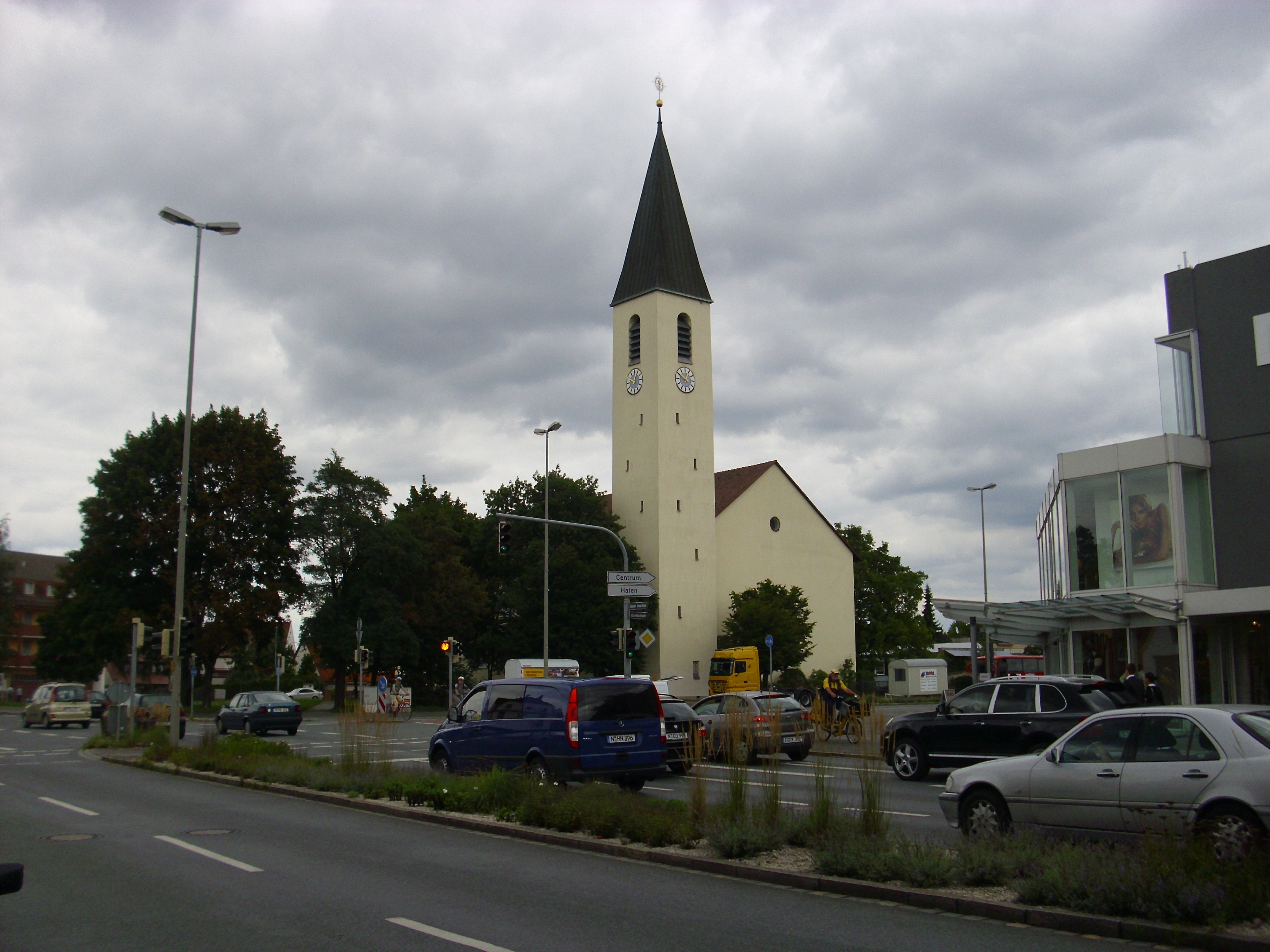
Pfarrkirche St. Walburga

Der Zuzug von Katholiken aus der Oberpfalz – überwiegend Dienstpersonal – machte eine erste katholische Seelsorgestelle im (zum Bistum Eichstätt gehörenden) Süden Nürnbergs seit der Reformation erforderlich. So entstand 1908 eine katholische Notkirche, der 1910 der Bau der Kirche St. Willibald mit Pfarrhaus folgte. Der katholische Sprengel gehörte bis 1921 zum Pfarrsprengel Schwabach, erster Expositus war von 1910 bis 1916 Georg Meier (1881–1937). 1923 erhielt die katholische Pfarrei eine Kaplanei. 1946–48 hatte diese der später bedeutende Kirchenrechtler und Steyler Missionar Paul Zepp inne.
1953 wurde die katholische Kirche St. Walburga am Eibenweg nach Plänen des Nürnberger Architekten Fritz Mayer als stattlicher Saalbau mit Flachdecke und Fresken der Zeit errichtet. Sie beherbergt einige Ausstattungsstücke des 18. und 19. Jahrhunderts. Das Triptychon-Altarbild zeigt Szenen aus dem Leben der heiligen Walburga. Die Orgel lieferte 1982 die Firma Jann. Das 1967 errichtete Pfarrheim neben der Kirche ist durch Umbau der 1910 vom Nürnberger Architekten Otto Schulz erbauten katholischen Kirche St. Willibald mit neubarocker Ausstattung und einer 1937 in Eichstätt gebauten Bittner-Orgel entstanden; aus dem nördlichen Dachbereich ragt noch der ursprünglich eigenständige Zwiebelturm. Aus der Pfarrei stammte der verstorbene Abt Dominikus Madlener des Benediktiner-Klosters Plankstetten. Die historische Kirchenausstattung ist als Baudenkmal (D-5-64-000-404) ausgewiesen.

### Dillinger Franziskanerinnen
1920 ließ sich der Frauenorden der Dillinger Franziskanerinnen zur Unterstützung der Katholiken-Seelsorge nieder. An der Hauptstraße 91 existierte zu dieser Zeit eine „Kleinkinder-Bewahranstalt“.

## Kultur und Sehenswürdigkeiten

### Baudenkmäler

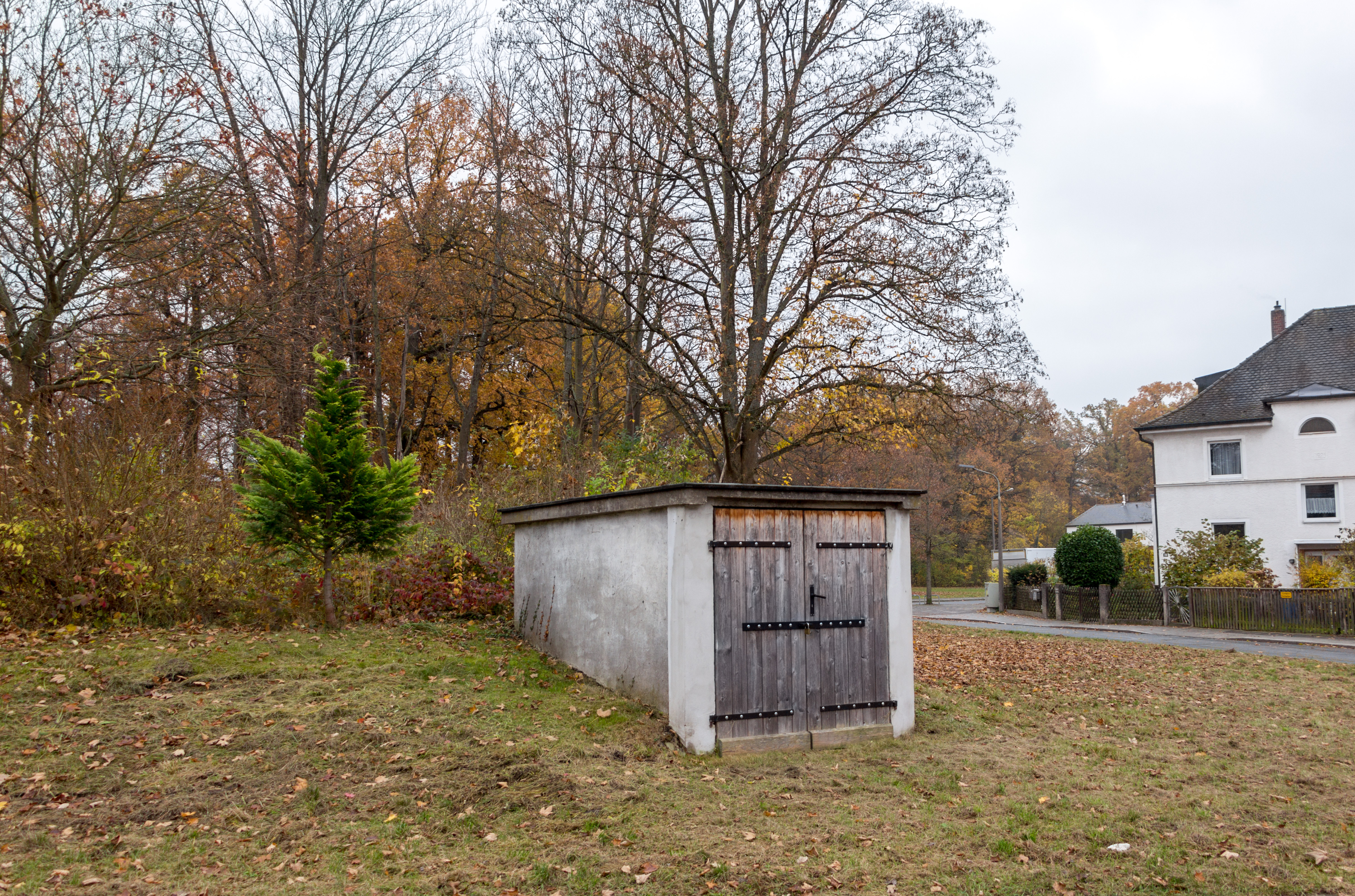
Nördlicher Zugang zum Deckungsgraben

In Eibach gibt es 19 Baudenkmäler, darunter

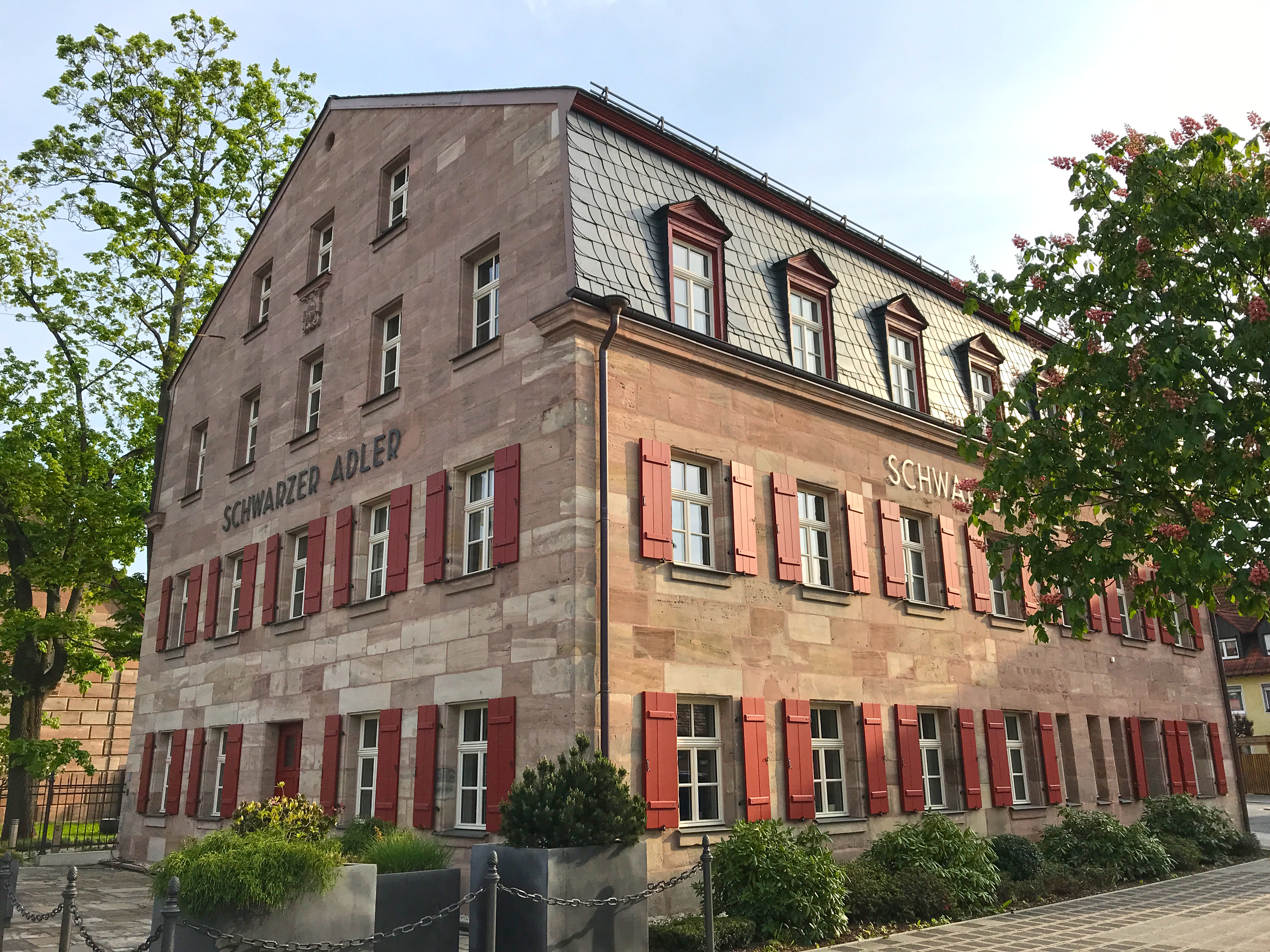
Schwarzer Adler im Jahr 2019

- Eibacher Hauptstraße 59: evangelisch-lutherische Pfarrkirche St. Johannes Baptist
- Eibenweg 10: Historische Kirchenausstattung der katholischen Pfarrkirche St. Walburga
- Fritz-Weidner-Straße 1: Ehemaliges Gasthaus „Schwarzer Adler“. Der Kern war ursprünglich kleiner und zweigeschossig, wurde 1877 nach hinten und 1892 um zwei weitere Stockwerke nach oben erweitert. Die Renovierung des historischen Gebäudes wurde 2019 mit der „Denkmalprämierung des Bezirks Mittelfranken“ sowie der „Denkmalschutzmedaille des Bayerischen Staatsministeriums für Wissenschaft und Kunst“ ausgezeichnet.[26]
- Deckungsgraben Eibach: Der Deckungsgraben ist der einzige erhaltene und zugängliche seiner Art von ehemals fast 150 dieser kleinen Zivilschutzräume im gesamten Stadtgebiet Nürnberg. Die Wiederherstellung der Begehbarkeit und eine öffentliche Führung in den alten Schutzräumen am Volkstrauertag wird vom örtlichen Vorstadtverein Nürnberg-Eibach organisiert.[27]
- diverse Wohn- und Bauernhäuser mit Nebengebäuden

### Bildung
- Sigmund-Schuckert-Gymnasium (im Schulzentrum Südwest, Pommernstraße)
- Peter-Henlein-Realschule (im Schulzentrum Südwest, Pommernstraße)
- Grundschule Nürnberg-Eibach (am Fürreuthweg 95, mit Zweigstelle Hopfengartenweg 23)[28]
- Sonderpädagogisches Förderzentrum Nürnberg, Eibach-Röthenbach (Motterstraße)
- Gehörlosenzentrum Nürnberg-Eibach (Pommernstraße) des Berufsbildungswerkes Nürnberg

### Veranstaltungen
Um den Johannistag findet jährlich die Eibacher Kirchweih auf dem Festplatz an der Hinterhofstraße statt.
Am ersten Adventswochenende gibt es einen Adventsmarkt rund um die St.-Johannes-Kirche und die Hauptstraße wird weihnachtlich geschmückt. Die Aktion nennt sich „Sterne für Eibach“.

## Verkehr
Mit der Eingemeindung 1922 wurde den Eibachern der Bau einer Straßenbahnverbindung in Aussicht gestellt. Davon zeugt heute noch die zurückgesetzte Bebauung auf der Ostseite der Eibacher Hauptstraße. Der freie Streifen an der Straße sollte einst für die Straßenbahntrasse freigehalten werden. Zwischen 1948 und 1962 verband eine auf der Bundesstraße 2 verkehrende Oberleitungsbuslinie Eibach mit der Straßenbahnendhaltestelle in Schweinau.
Durch Eibach verläuft von Nord nach Süd die Bundesstraße 2 (Eibacher Hauptstraße). Von dieser zweigt die Hafenstraße ab und bindet den Stadtteil mit der Anschlussstelle Nürnberg-Eibach an den Frankenschnellweg an.
Eibach wird durch die Stadtbuslinien 61, 62, 66 und 67 und am Wochenende durch den Nightliner N6 erschlossen. An der Bahnstrecke Nürnberg–Roth befindet sich der Haltepunkt Nürnberg-Eibach der S-Bahnlinie S 2.